# Kasper Dalsgaard
Kasper Dalsgaard (født 11. februar 1987 på Fanø) er en dansk skuespiller.
Kasper Dalsgaard er uddannet fra skuespillerskolen i Odense 2015, og har siden medvirket i flere teaterforestillinger samt film- og tvproduktioner.

## Arbejde

### TV
| År   | Titel                 | Rolle           | Note                    |
| ---- | --------------------- | --------------- | ----------------------- |
| 2015 | Rita 3                | Steffen         | Episode: 20, 21, 23, 24 |
| 2016 | Bedrag                | Patrick         | Episode 2               |
| 2019 | Sygeplejeskolen 2 & 3 | Ole Vestergaard |                         |

### Film
| År   | Titel                | Rolle    | Note     |
| ---- | -------------------- | -------- | -------- |
| 2014 | Kapgang              | Svend 2  |          |
| 2015 | Afvej                | Kristian | Kortfilm |
| 2022 | Elsker dig for tiden | Thomas   |          |
| 2023 | Bytte bytte baby     | Malte    |          |

### Teater
| År   | Titel                    | Rolle            | Teater                         |
| ---- | ------------------------ | ---------------- | ------------------------------ |
| 2019 | George Dandin            | George Dandin    | Teater Slotsgården             |
| 2016 | De Hovedløse             | Marcel           | Mungo Park                     |
| 2015 | Tartuffe                 | Cléante          | Teater Slotsgården             |
| 2019 | Som Brødre               | Storebror        | Det Kongelige Teater           |
| 2019 | Den Evige Ild            | Pierre Aumande   | Bellevue Teater                |
| 2018 | West Side Story          | Riff             | Århus Teater                   |
| 2017 | En Nytårsnat             | Viyan & Ensemble | Den Danske Scenekunstskole Kbh |
| 2017 | Hair                     | Claude           | Aalborg Teater                 |
| 2017 | Don Juan                 | Don Carlos       | Aalborg Teater                 |
| 2016 | Underkastelse            | Steve            | Aalborg Teater                 |
| 2016 | Hamlet                   | Horatio          | Aalborg Teater                 |
| 2016 | Civilisationens Historie | Kasper           | Aalborg Teater                 |
| 2016 | Bunbury                  | Hans "Erling"    | Aalborg Teater                 |
| 2015 | Brødrene Løvehjerte      | Orvar            | Aalborg Teater                 |
| 2015 | Richard III              | Catesby          | Aalborg Teater                 |

## Priser & nomineringer
Nomineret til Årets Reumert 2020 som årets mandlige ensemblerolle. 

## Privatliv
Privat danner Kasper Dalsgaard par med skuespillerinden Natalie Madueño.  I efteråret 2020 blev de forældre til en pige. 